# Зимницкое сельское поселение
Зимницкое сельское поселение — муниципальное образование в составе Сафоновского района Смоленской области России.
Административный центр — деревня Зимница.

## История
Образовано Законом Смоленской области от 28 декабря 2004 года.
Главой поселения и Главой администрации является Бессонова Марина Владимировна.

## Население
| 2007 | 2011 | 2012 | 2013 | 2014 | 2015 | 2016 |
| ---- | ---- | ---- | ---- | ---- | ---- | ---- |
| 854  | ↘782 | ↘754 | ↘736 | ↘726 | ↗743 | ↗771 |
| 2017 | 2018 | 2019 | 2020 | 2021 |      |      |
| ↘761 | ↘742 | ↘703 | ↘701 | ↘667 |      |      |

## Географические данные
- Общая площадь: 187,4 км²
- Расположение: восточная часть Сафоновского района
- Граничит:
  - на северо-востоке — со Старосельским сельским поселением
  - на востоке и юго-востоке — с Вяземским районом
  - на юго-западе — с Игнатковским сельским поселением
  - на западе — с Издешковским сельским поселением и Прудковским сельским поселением
  - на северо-западе — с Богдановщинским сельским поселением
- По территории поселения проходит автомобильная дорога М1 «Беларусь»
- По территории поселения проходит железная дорога Москва—Минск, имеются остановочные пункты Алфёрово и 286 км.
- Основные реки: Дыма с притоками Дымица и Гжелка.

## Населённые пункты
В состав поселения входят следующие населённые пункты:
| №  | Населённый пункт | Тип     | Население |
| -- | ---------------- | ------- | --------- |
| 1  | Алфёрово         | деревня | 1         |
| 2  | Алфёрово         | посёлок | 99        |
| 3  | Бессоново        | деревня | 18        |
| 4  | Болохняты        | деревня | 1         |
| 5  | Горлово          | деревня | 3         |
| 6  | Екатеринино      | деревня | 17        |
| 7  | Енино            | деревня | 1         |
| 8  | Заленино         | деревня | 5         |
| 9  | Зимницы          | деревня | 266       |
| 10 | Кононово         | деревня | 342       |
| 11 | Куракино         | деревня | 20        |
| 12 | Малое Алфёрово   | деревня | 4         |
| 13 | Марьино          | деревня | 0         |
| 14 | Новое Истомино   | деревня | 21        |
| 15 | Плешково         | деревня | 9         |
| 16 | Саньково         | деревня | 1         |
| 17 | Старое Истомино  | деревня | 30        |
| 18 | Третьяково       | деревня | 7         |
| 19 | Уварово          | деревня | 2         |
| 20 | Урюпино          | деревня | 11        |
| 21 | Федино           | деревня | 6         |